# نردبان ترقی
نردبان ترقی فیلمی به کارگردانی و نویسندگی پرویز خطیبی محصول سال ۱۳۳۶ است.

## بازیگران
- نصرت‌الله وحدت
- شهین
- مهوش
- هوشنگ مرادی
- احمد قدکچیان
- علی تابش
- تاج‌الملوک احمدی
- نیکتاج صبری
- پرخیده